# Llista de comtats de Wyoming

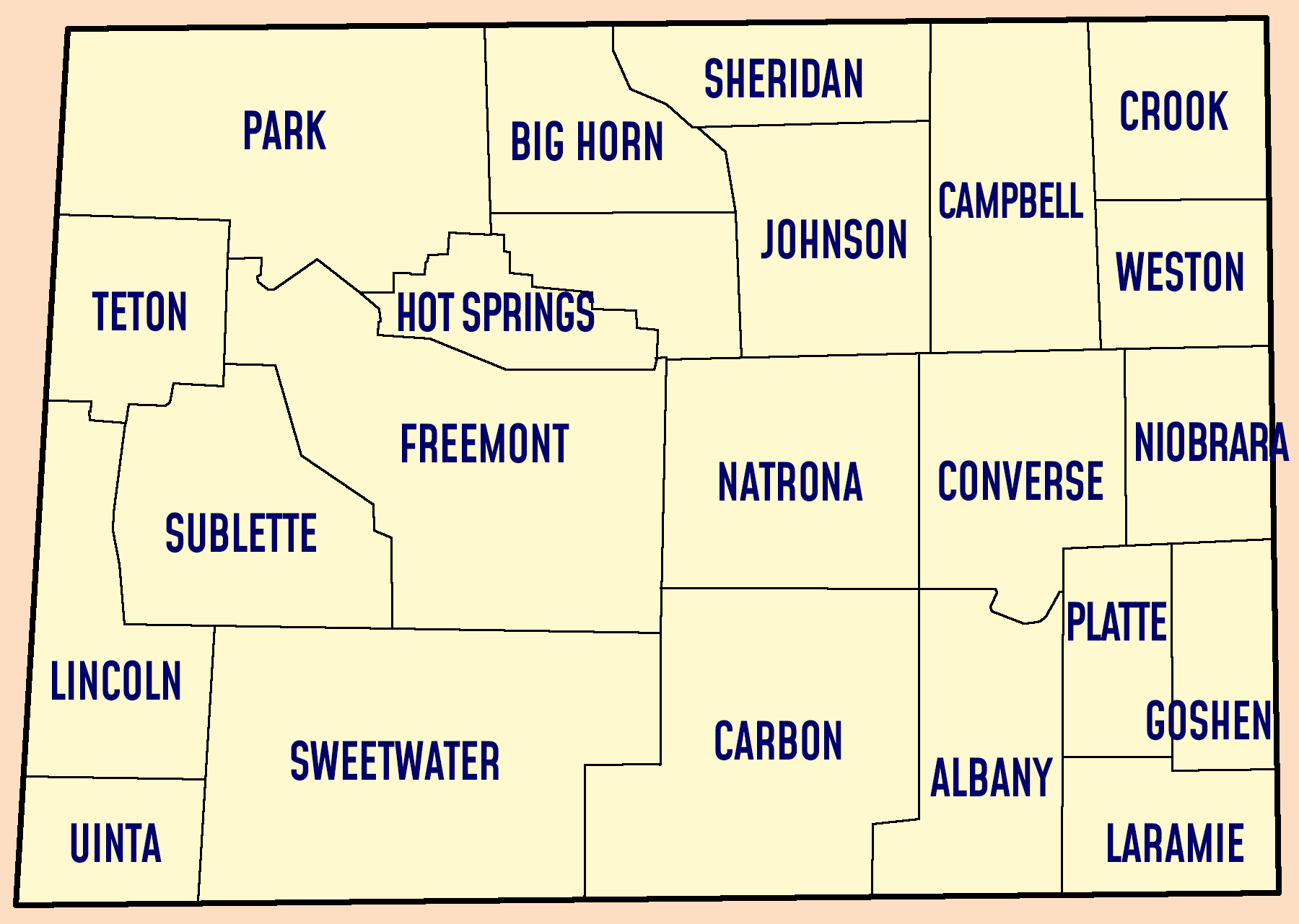
Mapa dels comtats de l'estat de Wyoming.

L'estat nord-americà de Wyoming s'organitza en 23 comtats.
El comtat més poblat de l'estat és el comtat de Laramie amb més de 100 mil habitants segons l'estimació del cens de 2024. Mentre que el comtat de Niobrara és el de menys població amb només 2.300 habitants. Sweetwater és el comtat més extens amb una superfície de 27.003 km², mentre que el comtat de Hot Springs és el de menys extensió amb 5.190 km² de superfície.
Dos comtats van ser rebatejats després de la seva creació. El comtat de Carter va ser rebatejat com a comtat de Sweetwater l'1 de desembre de 1869. El comtat de Pease, format el 1875, va ser rebatejat com a comtat de Johnson el 1879.
L'abreviació postal de Wyoming és WY i el seu codi FIPS d'estat és el 56.

## Comtats actuals
| Nom del comtat | Seu del comtat | Data de creació                                  | Origen                                                                       | Etimologia del nom | Població (2024) | Superfície | Mapa                  |
| -------------- | -------------- | ------------------------------------------------ | ---------------------------------------------------------------------------- | --- | --------------- | ---------- | --------------------- |
| Albany         | Laramie        | 1868                                             | Comtat original.                                                             | Per la ciutat d'Albany, a l'estat de Nova York, de la qual provenien els primers colons.                                                       | 39.288          | 11.070 km² | Comtat d'Albany       |
| Big Horn       | Basin          | 1896                                             | A partir dels comtats de Sheridan, Johnson i Fremont.                        | Per les muntanyes Bighorn, una serralada que s'estén al nord de l'estat.                                                                       | 12.084          | 8.125 km²  | Comtat de Big Horn    |
| Campbell       | Gillette       | 1911                                             | A partir dels comtats de Weston i Crook.                                     | Per John Allen Campbell, primer governador del territori de Wyoming (1869–75)                                                                  | 47.946          | 12.424 km² | Comtat de Campbell    |
| Carbon         | Rawlins        | 1868                                             | Comtat original.                                                             | Pels grans jaciments de carbó del comtat. | 14.250          | 20.453 km² | Comtat de Carbon      |
| Converse       | Douglas        | 1888                                             | A partir del comtats d'Albany i Laramie.                                     | Per Amasa Rice Converse, banquer i ramader de Cheyenne.                                                                                        | 13.766          | 11.020 km² | Comtat de Converse    |
| Crook          | Sundance       | 1875                                             | A partir dels comtats de Laramie i Albany.                                   | Pel general George Crook, que va servir a la guerra civil i a les guerres índies.                                                              | 7.775           | 7.405 km²  | Comtat de Crook       |
| Fremont        | Lander         | 1884                                             | A partir del comtat de Sweetwater.                                           | Per John C. Frémont, explorado i senador dels Estats Units per Califòrnia.                                                                     | 39.721          | 23.784 km² | Comtat de Fremont     |
| Goshen         | Torrington     | 1911                                             | A partir del comtat de Laramie.                                              | Per la Terra de Goshen, on es van assentar Josep i els seus familiars i descendents.                                                           | 12.635          | 5.763 km²  | Comtat de Goshen      |
| Hot Springs    | Thermopolis    | 1911                                             | A partir dels comtats de Fremont, Big Horn i Park.                           | Per les aigües termals de Thermopolis dins dels límits del comtat.                                                                             | 4.625           | 5.190 km²  | Comtat de Hot Springs |
| Johnson        | Buffalo        | 1875 amb el nom de Pease, 1879 canvià a Johnson. | A partir dels comtats de Carbon i Sweetwater.                                | Per Edward P. Johnson, advocat de Cheyenne. El nom inicial era comtat de Pease, per E. L. Pease, president del Consell Legislatiu Territorial. | 8.803           | 10.790 km² | Comtat de Johnson     |
| Laramie        | Cheyenne       | 1867                                             | Comtat original.                                                             | Per Jacques La Ramee, un caçador de pells francocanadenc.                                                                                      | 101.783         | 6.957 km²  | Comtat de Laramie     |
| Lincoln        | Kemmerer       | 1911                                             | A partir del comtat d'Uinta.                                                 | Per Abraham Lincoln, president dels Estats Units (1861-65).                                                                                    | 21.000          | 10.539 km² | Comtat de Lincoln     |
| Natrona        | Casper         | 1888                                             | A partir del comtat de Carbon.                                               | Del terme castella "Natrona", referit als dipòsits minerals de natró que hi ha a la zona.                                                      | 80.410          | 13.831 km² | Comtat de Natrona     |
| Niobrara       | Lusk           | 1911                                             | A partir del comtat de Converse.                                             | Pel riu Niobrara, tributari del Missouri, que travessa l'estat. En llengua ponca significa aigües corrents o aigües amples.                    | 2.301           | 6.801 km²  | Comtat de Niobrara    |
| Park           | Cody           | 1909                                             | A partir del comtat de Big Horn.                                             | Pel Parc Nacional de Yellowstone. | 31.082          | 17.982 km² | Comtat de Park        |
| Platte         | Wheatland      | 1911                                             | A partir del comtat de Laramie.                                              | Pel riu North Platte. | 8.512           | 5.400 km²  | Comtat de Platte      |
| Sheridan       | Sheridan       | 1888                                             | A partir del comtat de Johnson.                                              | Per Philip Sheridan, general de la guerra Civil dels Estats Units.                                                                             | 32.978          | 6.535 km²  | Comtat de Sheridan    |
| Sublette       | Pinedale       | 1921                                             | A partir dels comtats de Fremont i Lincoln.                                  | Per William Sublette, pioner i caçador de pells.                                                                                               | 8.965           | 12.644 km² | Comtat de Sublette    |
| Sweetwater     | Green River    | 1867                                             | Comtat original, però anomenat inicialment Carter, William Alexander Carter. | Pel riu Sweetwater, tributari del North Platte, que travessa l'estat.                                                                          | 41.273          | 27.003 km² | Comtat de Sweetwater  |
| Teton          | Jackson        | 1921                                             | A partir del comtat de Lincoln.                                              | Per la Teton Range, una serralada secundària de les muntanyes Rocoses, que s'estén pels estats de Wyoming i Idaho.                             | 23.272          | 10.381 km² | Comtat de Teton       |
| Uinta          | Evanston       | 1869                                             | Comtat original.                                                             | Pel massís d'Uinta, una serralada secundària de les muntanyes Rocoses, anomenades així per la nació Ute.                                       | 20.621          | 5.392 km²  | Comtat de Uinta       |
| Washakie       | Worland        | 1911                                             | A partir del comtat de Big Horn.                                             | Per Washakie, cabdill dels xoixons de Wind River.                                                                                              | 7.662           | 5.802 km²  | Comtat de Washakie    |
| Weston         | Newcastle      | 1890                                             | A partir del comtat de Crook.                                                | Per John Weston, el responsable de portar el primer ferrocarril a la zona.                                                                     | 6.866           | 6.211 km²  | Comtat de Weston      |

## Comtats històrics
Originalment el Territori de Wyoming estava dividit en cinc comtats: Laramie i Carter, establerts el 1867; Carbon i Alban establertes el 1868; i Uinta, una part annexa de Utah i Idaho, que s'estén des de Montana (incloent el parc de Yellowstone) fins al límit entre Wyoming i Utah. El 10 de juliol de 1890, Wyoming va ser admès a la Unió amb tretze comtats. I entre 1909 i 1921 se'n varen crear deu més.